# سکز
سکز (سمیرم)، روستایی از توابع بخش مرکزی شهرستان سمیرم در استان اصفهان ایران است. مردم این روستا از ترکان قشقایی هستند. اسم روستا یعنی سکز به زبان ترکی قشقایی به معنای هشت می باشد.  

## جمعیت
این روستا در دهستان وردشت قرار دارد و بر اساس سرشماری مرکز آمار ایران در سال ۱۳۸۵، جمعیت آن زیر سه خانوار بوده‌است.